# Fushun
Pour les articles homonymes, voir Fushun (homonymie).
Fushun (chinois simplifié : 抚顺 ; chinois traditionnel : 撫順 ; pinyin : Fǔshùn) est une ville de la province du Liaoning en Chine, située à près de 45 km de Shenyang.

## Toponymie
Le nom de la ville était autrefois transcrit Fouchun  en français.

## Histoire
Cette zone de Mandchourie a fait partie de la Russie jusqu'en 1905, puis de la République de Chine ; elle fut occupée par le Japon de 1931 à 1945. Le dernier empereur de Chine, Puyi (1906-1967), déchu en 1911, à l'avènement de la République de Chine, gouverna le Manchoukouo (1931 - 1945) créée par les Japonais. Il fut ensuite interné sous le matricule 981, dans le « camp de rééducation pour criminels de guerre » de Fushun de 1950 à 1957. Après avoir été transféré dans un autre camp, il fut amnistié et libéré en 1959 et devint jardinier municipal. La Mandchourie a été envahie par l'armée soviétique en août 1945 redonnant ainsi son territoire à la Chine.

## Économie
En 2004, le PIB total fut de 37,5 milliards de yuans.

## Réservoir de Fushun
A proximité de la ville de Fushun se situe le plus grand réservoir d'eau construit par l'homme. Ce réservoir est relié à plusieurs villes de la province du Liaoning via le Tunnel d'Eau de Dahuofang.

## Subdivisions administratives
La ville-préfecture de Fushun exerce sa juridiction sur sept subdivisions - quatre districts, un xian et deux xian autonomes :
- le district de Shuncheng - 顺城区 Shùnchéng Qū ;
- le district de Xinfu - 新抚区 Xīnfǔ Qū ;
- le district de Dongzhou - 东洲区 Dōngzhōu Qū ;
- le district de Wanghua - 望花区 Wànghuā Qū ;
- le xian de Fushun - 抚顺县 Fǔshùn Xiàn ;
- le xian autonome mandchou de Xinbin - 新宾满族自治县 Xīnbīn mǎnzú Zìzhìxiàn ;
- le xian autonome mandchou de Qingyuan - 清原满族自治县 Qīngyuán mǎnzú Zìzhìxiàn.

## Littérature
Le roman L'Amant de Marguerite Duras raconte une histoire d'amour entre une jeune Française et un homme originaire de Fushun.

## Sport
Le Liaoning FC, qui a brièvement joué à Fushun à la fin des années 1990, a vu jouer deux Français : le gardien de but Fabrice Grange, second entraîneur des gardiens pendant la Coupe du monde 2006, et ancien entraîneur des gardiens du Football Club de Nantes, ainsi que Christophe Galtier, ancien entraîneur du PSG.

## Culte
- Diocèse de Fushun

## Personnalités
Wang Nan (1978-), pongiste, quadruple championne olympique.